# Магнито
Магнито (на английски: Magneto) е измислен персонаж от комиксите на Марвел Комикс. Асоциира се основно с групата супергерои от Х-мен, явявайки се както техен съюзник, така и противник. Първата му поява е в комикса X-Men, бр. №1 (от септември 1963 г.), създаден от сценариста Стан Лий и художника Джак Кърби.
През 2009 г. Магнито заема първо място в списъка на „100-те най-големи злодеи от комикси“, в класация на IGN.

## В комиксите
Магнито е считан за един от най-могъщите мутанти в комиксите на Марвел, притежавайки силата да контролира магнетизма. Също така, той е един от най-сложните нравствено персонажи в американските комикси. Магнито е евреин, преживял Холокоста и желаещ да защити расата на мутантите от подобна участ. В продължение на много години, образът на Магнито се променя — от суперзлодей до антигерой и даже герой. Борбата за правата на мутантите го среща с Чарлз Екзевиър, чиито мутанти се стремят към мирно съжителство с останалите хора.